# Jon Bellion
Jonathan "Jon" Bellion (Nova Iorque, 26 de dezembro de 1990) é um cantor, produtor, compositor e rapper norte-americano. Ele nasceu e cresceu em Long Island, cidade de Nova Iorque.

## Influências
Bellion declarou em várias ocasiões que Kanye West é uma de suas maiores inspirações. "Eu amei tudo, mas foi ele - Kanye West - que realmente mudou tudo para mim", disse ele em uma entrevista no Huffington Post. West é também a razão de que Bellion decidiu deixar a faculdade e seguir com a carreira na música. Ele diz que também é influenciado por Coldplay, John Mayer, entre outros.

## Discografia

### Mixtapes
| Título                        | Detalhes de Mixtape                                               |
| ----------------------------- | ----------------------------------------------------------------- |
| Scattered Thoughts Vol. 1     | - Lançamento: 2011 - Formato(s): download digital                 |
| Translations Through Speakers | - Lançamento: 20 de fevereiro de 2013 - Formato: download digital |
| The Separation                | - Lançamento: 10 de dezembro de 2013 - Formato: download digital  |
| The Definition                | - Lançamento: 23 de setembro de 2013 - Formato: download digital  |

### Álbuns de estúdio
| The Human Condition | - Lançamento: 10 de junho de 2016 - Formato: CD, digital download, vinyl |